# Andreas Reichenberger
Andreas Reichenberger (* 24. November 1770 in Wien; † 26. Oktober 1854 in Linz) war ein österreichischer katholischer Theologe.

## Leben
Der gebürtige Wiener Andreas Reichenberger studierte seit 1788 Theologie an dem von Kaiser Joseph II. in seiner Heimatstadt errichteten Generalseminar. Nach der 1792 erfolgten Priesterweihe war Andreas Reichenberger in der Seelsorge im niederösterreichischen Hadersdorf am Kamp eingesetzt. 1796 folgte Andreas Reichenberger erst 26-jährig einem Ruf auf die Professur der Pastoraltheologie an der Universität Wien, dort wurde er 1799 zum Dr. theol. promoviert.
1814 zum Domherrn in Linz bestellt, übernahm Andreas Reichenberger im gleichen Jahr die Leitung des dortigen bischöflichen Priesterseminars, eine Position, die er bis 1824 innehielt. Andreas Reichenberger, der zusätzlich von 1817 bis 1835 die geistlichen Studien am k. k. Lyzeum zu Linz leitete, wurde 1813 zum k. k. Regierungsrat von Niederösterreich, 1833 zum Domdechanten sowie 1838 zum Dompropst ernannt.
Reichenberger, der eine rege schriftstellerische Tätigkeit entfaltete, behandelte in seinen Publikationen insbesondere pädagogische und pastorale Fragestellungen. Seine Pastoral-Anweisung nach den Bedürfnissen unseres Zeitalters (5 Bände, erschienen zwischen 1805 und 1808) wurde zum offiziellen Vorlesebuch für alle öffentlichen und Hauslehranstalten bestimmt.

## Weitere Schriften
- Erbauungsbuch für Kranke und Sterbende : allen Seelsorgern und Krankenfreunden gewidmet, Rehm, Wien, 1795
- Christkatholischer Religionsunterricht : Nach der Anleitung des für die Kais. Kön. Erbländer vorgeschriebenen Normal-Katechismus. Zum beliebigen Gebrauche der Schul- vorzüglich aber der Kirchenkatecheten, und aller, die den Katechismus zu erklären haben, Rehm, Wien, 1799
- Institutio pastoralis in usum academicum quam elucubravit Andreas Reichenberger, Rehm, Wien, 1818
- Pastoral-Anweisung zum akademischen Gebrauche, Franz Wimmer, Wien, 1823